# Reggatta de Blanc
A Reggatta de Blanc a The Police második albuma, megjelent 1979-ben. A reggatta szó két g-vel írva a reggae-re utal (több számot a „fehér reggae”-hangzás jellemez), a fehér ugyanakkor a tagok szőke hajára is utal. A francia szavak használata az első albumra utal vissza.
A lemez hangzásvilágában a debütáló album folytatása, a Bring on the Night, a Deathwish, a The Bed's Too Big Without You és az együttes egyik legismertebb slágere, a Walking on the Moon mind a reggae hatásáról tanúskodik, de a punk hangzása is jelen van, főként az It's Alright for You-ban és a No Time This Time-ban. Az album különlegessége a Stewart Copeland által énekelt On Any Other Day.
A felvételek több mint fél évig húzódtak, de valójában csak néhány hetet vettek igénybe; alighanem ez volt az együttes legfelszabadultabb időszaka. Copeland: „Egyszerűen csak bementünk a stúdióba, és azt mondtuk: 'Rendben, kinek van meg az első dal?' Még csak nem is gyakoroltunk a felvételek előtt.”
Az Egyesült Királyságban mind a kislemezek (Message in a Bottle, Walking on the Moon), mind az album a slágerlista élére kerültek.
Szerepel az 1001 lemez, amit hallanod kell, mielőtt meghalsz című könyvben.

## Az album dalai
|     | Cím                           | Szerző(k)                             | Hossz |
| --- | ----------------------------- | ------------------------------------- | ----- |
| 1.  | Message in a Bottle           | Sting                                 | 4:51  |
| 2.  | Reggatta de Blanc             | Stewart Copeland, Sting, Andy Summers | 3:06  |
| 3.  | It's Alright for You          | Copeland, Sting                       | 3:13  |
| 4.  | Bring on the Night            | Sting                                 | 4:16  |
| 5.  | Deathwish                     | Copeland, Sting, Summers              | 4:13  |
| 6.  | Walking on the Moon           | Sting                                 | 5:02  |
| 7.  | On Any Other Day              | Copeland                              | 2:57  |
| 8.  | The Bed's Too Big Without You | Sting                                 | 4:26  |
| 9.  | Contact                       | Copeland                              | 2:38  |
| 10. | Does Everyone Stare           | Copeland                              | 3:52  |
| 11. | No Time This Time             | Sting                                 | 3:17  |

## Helyezések

### Album
| Év   | Lista (Billboard) | Helyezés |
| ---- | ----------------- | -------- |
| 1979 | Pop Albums        | 25       |
| 1983 | The Billboard 200 | 153      |

### Kislemezek
| Év   | Kislemez            | Lista (Billboard) | Helyezés |
| ---- | ------------------- | ----------------- | -------- |
| 1979 | Message in a Bottle | Pop Singles       | 74       |

## Díjak
Grammy-díj
| Év   | Díjazás           | Kategória                        |
| ---- | ----------------- | -------------------------------- |
| 1980 | Reggatta de Blanc | A legjobb instrumentális rockdal |

## Közreműködők
- Sting – basszusgitár, ének, nagybőgő, háttérvokál
- Andy Summers – gitár, zongora
- Stewart Copeland – dob, ének az On Any Other Day-en és a Does Everyone Stare első versszakán, gitár az It's Alright For You versszakai és refrénje alatt